# 사용자 의도
사용자 의도(영어: user intent), 쿼리 의도(query intent) 또는 검색 의도(search intent)는 사용자가 검색 엔진 최적화(SEO) 또는 전환율 최적화(CRO)를 위해 온라인 검색 엔진에 검색어를 입력할 때 의도했거나 찾고 싶었던 것을 식별하고 분류하는 것이다. 사용자 의도의 예로는 사실 확인, 비교 쇼핑 또는 다른 웹사이트 탐색이 있다.

## 사용자 의도에 맞는 최적화
검색 엔진에서 순위를 높이려면 마케터는 스마트폰이나 데스크톱에서 사용자가 입력한 쿼리를 가장 잘 충족시키는 콘텐츠를 만들어야 한다. 사용자 의도를 염두에 두고 콘텐츠를 만들면 표시되는 정보의 가치를 높이는 데 도움이 된다. 키워드 조사(keyword research)는 사용자 의도를 결정하는 데 도움이 될 수 있다. 사용자가 검색 엔진에 입력하는 검색어는 사용자 의도에 맞게 최적화하기 위해 웹 페이지에서 사용해야 하는 단어이다.
구글, 페탈 서치, 소고우와 같은 검색 엔진은 검색 의도가 명확한 쿼리에 대해 추천 스니펫, 지식 카드나 지식 패널과 같은 검색 엔진 결과 페이지(SERP)를 표시할 수 있다. 이 경우 사용자들이 검색 엔진을 떠나지 않고도 원하던 의도를 만족할 수 있기 때문에, SEO 실무자들은 이러한 사항들을 최적화를 하는데 있어서 고려한다. 검색 엔진이 사용자 의도를 더 잘 파악할수록, 검색 결과를 클릭하는 사용자는 줄어들기 때문이다. 2019년 현재 구글의 검색 결과 중 절반만이 클릭으로 이어진다.

## 유형
사용자 의도의 범주를 분류하는 방법은 다양하지만 전반적으로 동일한 클러스터를 따르는 경향이 있다. 최근까지 정보 제공, 거래 및 탐색의 세 가지 광범위한 범주가 있었다. 그러나 모바일 검색의 부상 이후에는 다른 범주가 나타나거나 보다 구체적인 범주로 세분화되었다. 예를 들어 모바일 사용자는 특정 물리적 위치에 대한 정보나 길찾기를 원할 수 있으므로, 일부 마케터는 "내 주변의 XY"와 같은 검색에서 "지역 의도"와 같은 범주를 제안했다. 또한 상업적 검색 의도가 있는데, 이는 누군가가 구매를 완료하기 전에 제품이나 서비스에 대해 더 알고 싶거나 다른 대안을 비교하기 위해 검색하는 것이다.
주요 유형과 그 예시는 아래와 같다.
- 정보 제공 의도(Informational Intent): "마돈나는 누구야?", "체중을 감량하는 방법은?"
- 거래 의도(Transactional Intent) 최신 아이폰, 아마존 쿠폰, 저렴한 노트북, 울타리 공사 업체
- 탐색 의도(Navigational Intent): 페이스북 로그인, 위키백과 기여 페이지
- 상업적 의도(Commercial Intent): 최고의 헤드폰, 최고의 마케팅 대행사, 단백질 파우더 리뷰
- 지역 검색 의도(Local Search Intent): 내 주변 음식점, 가까운 주유소

보통 검색 쿼리에는 여러 개의 검색 의도가 존재한다. 예를 들어 누군가 "내 주변 최고의 아이폰 수리점"을 검색한다면 이는 거래 및 지역 검색 의도인 것이다. 혼합 검색 의도는 동음이의어에서 쉽게 발생할 수 있으며 이러한 SERP는 사용자 신호가 다르기 때문에 변동성이 큰 경향이 있다.

## 같이 보기
- 인텐트 마케팅
- 놀람 최소화 원칙
- 모바일 마케팅